# Wommelgem
Wommelgem és un municipi belga de la província d'Anvers a la regió de Flandes. Limita al nord amb Wijnegem, al nord-est amb Schilde, a l'oest amb Anvers, a l'est amb Ranst, al sud-oest amb Borsbeek i al sud amb Boechout.

## Evolució de la població

### Seglexix
| Any      | 1806  | 1816  | 1830  | 1846  | 1856  | 1866  | 1876  | 1880  | 1890  |
| -------- | ----- | ----- | ----- | ----- | ----- | ----- | ----- | ----- | ----- |
| Població | 1.239 | 1.282 | 1.485 | 1.496 | 1.483 | 1.512 | 1.827 | 1.972 | 2.364 |
|          |       |       |       |       |       |       |       |       |       |

### Segle XX (fins a 1976)
| Any      | 1900  | 1910  | 1920  | 1930  | 1947  | 1961  | 1970  | 1976  |  |
| -------- | ----- | ----- | ----- | ----- | ----- | ----- | ----- | ----- |  |
| Població | 2.703 | 3.236 | 3.502 | 4.415 | 5.506 | 8.128 | 8.973 | 9.829 |  |
|          |       |       |       |       |       |       |       |       |  |

### 1977 ençà
| Any       | 1977  | 1980   | 1985   | 1990   | 1995   | 2000   | 2005   | 2006   | 2007   | 2008   |
| --------- | ----- | ------ | ------ | ------ | ------ | ------ | ------ | ------ | ------ | ------ |
| Població  | 9.829 | 10.329 | 10.776 | 11.155 | 11.398 | 11.762 | 12.046 | 12.127 | 12.117 | 12.187 |
| Font: NIS |       |        |        |        |        |        |        |        |        |        |

## Agermanament
- Scheffau am Wilden Kaiser